# نیژنه‌اولو-یلگا
نیژنه‌اولو-یلگا (انگلیسی: Nizhneulu-Yelga) یک شهرک در شهرستان یرمکیفسکی استان باشقیرستان کشور روسیه است.